# Minotaur V
Minotaur V – amerykańska rakieta nośna wywodząca się z rakiety Minotaur IV, będącej pochodną pocisku LGM-118 Peacekeeper. Minotaur V został opracowany przez firmę Orbital Sciences Corporation (obecnie Northrop Grumman) i wykonał swój pierwszy lot 7 września 2013 roku, wynosząc sondę kosmiczną Lunar Atmosphere and Dust Environment Explorer dla NASA. Chociaż Minotaur V nadal pozostaje aktywny i jest on dostępny do lotu to nie planuje się dalszych lotów.

## Projekt
Minotaur V jest rakietą pięciostopniową, zaprojektowaną do umieszczenia ładunku użytecznego o masie do 630 kilogramów na geosynchronicznej orbicie transferowej lub 342 kilogramów (754 funtów) na orbicie okołoksiężycową. Minotaur V składa się z rakiety Minotaur IV+ oraz z rakiety Star-37, która pełni funkcję piątego stopnia rakiety.

## Wykaz lotów
Jedyny lot rakiety Minotaur V odbył się 7 września 2013 roku o godzinie 03:27 UTC ze stanowiska 0B w Mid-Atlantic Regional Spaceport w Wirginii. Ładunkiem użytecznym pierwszego lotu rakiety był księżycowa sonda kosmiczna LADEE przeznaczona do badań księżycowej egzoatmosfery.
| Numer lotu | Data (UTC)            | Ładunek | Wynik  |
| ---------- | --------------------- | ------- | ------ |
| 1          | 7 września 2013 03:27 | LADEE   | Sukces |